# Krzysztof Wołodźko
Krzysztof Wołodźko (ur. 1977) – polski dziennikarz, filozof, publicysta komentator społecznopolityczny, absolwent Wydziału Filozofii UJ. Publikuje m.in. na łamach „Christianitas”, „Frondy”, „Kontaktu”, „lewicowo.pl”, „Nowego Obywatela” (wcześniej „Obywatela”), „Pressji”, „Rzeczpospolitej”, „Trybuny”, „Znaku”, Gazety Polskiej Codziennie. Stały współpracownik portalu internetowego Nowa Konfederacja, wGospodarce.pl.